# Westkust
Westkust es una banda de rock sueca de Gothenburg, Suecia.

## Historia
Westkust Empezó en 2010 sin miembros o sonido establecidos. En 2011, la banda añadió a Hugo Randulv y Gustav Andersson del banda de post-hardcore Makthaverskan y completo sus integrantes. Publicaron su primer EP, titulados Junk EP en 2012 a través de Luxury. El año siguiente,  lanzaron un 7" titulado Summer 3D/Weekends.
El 2 de marzo de 2015, Westkust lanzó su sencillo Swirl de su entonces futuro álbum de estudio debut. El álbum, titulado Last Forever, fue publicado el 22 de abril de 2015 en Escandinavia y fue publicado en los Estados Unidos el 10 de julio de 2015 a través de Run For Cover Records.

## Miembros de banda
- Julia Bjernelind - voz
- Philip Söderlind - batería
- Brian Cukrowski -  guitarra
- Gustav Andersson - guitarra/voz
- Hugo Randulv - bajo

## Discografía
Álbumes de estudio
- Last Forever (2015, Luxury and Run For Cover)

EPs Y sencillos
- Junk EP (2012, Luxury)
- Summer 3D/Weekends (2013, Luxury)